# USS District of Columbia (SSBN-826)
El USS District of Columbia (SSBN-826) será el cabeza de serie de su clase de submarinos nucleares de misiles balísticos. Fue colocada su quilla en junio de 2022 y será comisionado con la Armada de los Estados Unidos en 2027. Es la primera nave con el nombre del Distrito de Columbia.
El 25 de julio de 2016, el secretario de Marina de los EE. UU., Ray Mabus, anunció que el nuevo submarino se llamaría USS Columbia. La Marina ya tenía un USS Columbia (SSN-771), un submarino de ataque encargado en 1995, que se esperaba que se retirara antes de que se encargara el submarino de misiles. Pero luego de que la Armada decidiera prolongar el servicio del submarino de ataque, se cambió el nombre del nuevo submarino para evitar tener dos buques activos con el mismo nombre. El 3 de junio de 2022, la Armada anunció que el nuevo submarino se llamaría USS District of Columbia.
En 2021, comenzó la construcción en el Distrito de Columbia en las instalaciones de Electric Boat de General Dynamics en Quonset Point, Rhode Island. Se llevó a cabo una ceremonia de colocación de la quilla en el astillero el 4 de junio de 2022. La finalización del Distrito de Columbia está programada para 2030, seguida de su entrada en servicio en 2031.

## Construcción
Fue ordenado a General Dynamics Electric Boat en Quonset Point, Rhode Island; donde fue colocada la quilla el 4 de junio de 2022. Su nombre fue especificado District of Columbia para evitar confusión con el submarino de la clase Los Angeles USS Columbia (SSN-771).
Será un submarino de 20 810 t de desplazamiento y 170 m de eslora, volviéndose en el submarino más grande jamás construido por Estados Unidos. Además de los misiles balísticos, tendrá torpedos antisubmarino Mk-48.

## Misión
Como submarino líder de la nueva clase Columbia, está previsto que reemplace a uno de los submarinos encargados actualmente en los submarinos de misiles balísticos armados UGM-133 Trident II de la clase Ohio, cuyos barcos restantes está previsto que sean dados de baja, uno por año, a partir de 2027. La clase Columbia en su conjunto asumirá el papel de presencia submarina en la fuerza de la tríada nuclear estratégica de los Estados Unidos.  Se planea un total de 12 submarinos, con la construcción del barco principal, Distrito de Columbia , a partir de 2021.

## Diseño y características
En abril de 2014, la Marina completó un informe de especificaciones de 300 páginas para los submarinos del Programa de Reemplazo de Ohio . Hay 159 especificaciones que incluyen sistemas de armas, rutas de escape, sistemas de fluidos, escotillas, puertas, sistemas de agua de mar y una longitud establecida de 560 pies (170 m) (confirmada posteriormente en las especificaciones de diseño), en parte para permitir un volumen suficiente dentro de la cámara de presión. cáscara.
Electric Boat diseñó la nueva clase con la ayuda de Newport News Shipbuilding. Cada submarino, comenzando con el District of Columbia, tendrá 16 tubos de misiles, cada uno con un misil UGM-133 Trident II. Los submarinos tendrán 560 pies (170,7 m) de largo y 43 pies (13,1 m) de diámetro, tan largos como el diseño anterior de la clase Ohio, y 1 pie (30 cm) más de diámetro Cada núcleo nuclear de clase Columbia está diseñado para durar mientras el submarino esté en servicio, evitando la necesidad de reabastecimiento de combustible nuclear durante la vida útil activa del buque.

## Coste
Se prevé que el diseño y el desarrollo tecnológico de la clase Columbia cuesten 4200 millones de dólares (dólares fiscales de 2010), aunque la tecnología y los componentes de las clases de Ohio y Virginia se incluirán donde sea posible para ahorrar dinero. El costo de construir el District of Columbia, el barco líder de la clase, se estima en 6.2 mil millones de $ (dólares fiscales de 2010). La Marina tiene el objetivo de reducir el costo promedio de los 11 cascos planeados restantes en la clase a 4.9 mil millones de $ cada uno (dólares fiscales de 2010). El coste total del ciclo de vida de toda la clase se estima en 347 mil millones de $. Se espera que el alto costo de los submarinos afecte profundamente la construcción naval de la Marina. La Marina adquirió el primer barco de la clase Columbia en el año fiscal 2021. El 7 de junio de 2021, la oficina de presupuesto de la Marina de los EE. UU. anunció que el coste total del primer submarino, el District of Columbia, alcanzaría los 15,030 millones de $, pero eso también incluye los costos de planificación para todo el programa.

## Implementación y construcción
En marzo de 2016, la Marina de los Estados Unidos anunció que se eligió a General Dynamics Electric Boat como contratista principal y principal astillero de diseño.  Electric Boat realizará la mayor parte del trabajo en los 12 submarinos, incluido el montaje final. Los 18 submarinos de la clase Ohio también se construyeron en Electric Boat. Newport News Shipbuilding de Huntington Ingalls Industries actuará como el principal subcontratista, participará en el diseño y la construcción y realizará del 22 al 23 por ciento del trabajo requerido. A fines de 2016, unos 3000 empleados participaron, solo en Electric Boat, en la fase de diseño detallado del programa, con la adquisición del primer submarino establecida en 2021. La finalización del District of Columbia está programada para 2030, seguida de su entrada en servicio en 2031. Se espera que los 12 submarinos estén terminados para 2042 y permanezcan en servicio hasta 2085.

## Propulsión

### Accionamiento eléctrico
El District of Columbia tendrá un sistema de propulsión de accionamiento eléctrico que utiliza un motor eléctrico para hacer girar la hélice de una embarcación. Es parte de un concepto más amplio (energía eléctrica integrada) cuyo objetivo es crear una "embarcación completamente eléctrica".  El accionamiento eléctrico debería reducir el costo del ciclo de vida del submarino y, al mismo tiempo, reducir la firma acústica.
En 2014, Northrop Grumman fue elegido como el principal diseñador y fabricante de las unidades de turbinas generadoras. Las turbinas convierten la energía térmica del vapor en energía mecánica, y los generadores convierten esa energía mecánica en energía eléctrica. A continuación, la energía eléctrica se utiliza para alimentar los sistemas de a bordo, así como para la propulsión a través de un motor eléctrico.

## Armas

### Compartimiento común de misiles
En diciembre de 2008, General Dynamics Electric Boat Corporation fue seleccionada para diseñar el compartimento común de misiles que se utilizará en la clase Columbia. En 2012, la Marina de los EE. UU. anunció planes para que la clase compartiera un diseño de compartimiento de misiles común (CMC) con el submarino de la clase Dreadnought de la Marina Real Británica. El CMC albergará SLBM en "paquetes cuádruples".